# District de Jaksy
Le  district de Jaksy (en kazakh : Жақсы ауданы) est un district de l'oblys d'Aqmola au nord du Kazakhstan. 

## Géographie
Son centre administratif est la localité de Jaksy.

## Démographie
En 2013, le district a une population de 20 330 habitants.